# أيدان لاركن
أيدان لاركن هو سياسي بريطاني، ولد في 1946. في الانتخابات البرلمانية في أيرلندا الشمالية 1973 ‏، انتخب عضو برلمان أيرلندا الشمالية 1973-1974 ‏ وقد انضم خلال فترته النيابية ‏ للكتلة البرلمانية الحزب الاشتراكي العمالي.